# Louis Roger (peintre)
Pour les articles homonymes, voir Louis Roger.
Louis Roger né le 26 août 1874 à Paris et mort le 12 juin 1953 dans cette même ville, est un peintre français.

## Biographie
Louis Roger est né le 26 août 1874 à Paris, sa mère est couturière et son père ouvrier naval à Saint-Nazaire. Il étudie dans l'atelier de Félix Lafond à l'École régionale des beaux-arts de Rennes en 1887-1888, puis dans les ateliers de Benjamin Constant à l'académie Julian et de Jean-Paul Laurens aux Beaux-Arts de Paris,.
Il obtient une médaille de 3e classe en 1898 et une médaille de bronze à l'Exposition universelle de 1900. Il obtient le prix de Rome de peinture en 1899 pour Hercule entre le Vice et la Vertu. En 1903, il obtient une médaille de 2e classe. Il expose  au Salon de la Société des artistes français, dont il devient sociétaire à partir de 1905. Il remporte en 1907 le prix Rosa Bonheur (fondation Anna Klumpke).
Louis Roger décore plusieurs bâtiments officiels. Il participe entre 1912 et 1914 à la création de deux panneaux décoratif du grand escalier d'honneur de l'hôtel de ville de Rennes : Au pays légendaire d'Armor et Rennes centre intellectuel de la Bretagne et en 1923 pour la salle des mariages : Famille, Fiançailles, Patrie,.
Il est le père du peintre, dessinateur, graveur, illustrateur et cinéaste Louis Roger (1928-2018).
Louis Roger meurt le 12 juin 1953 à Paris.

## Œuvres
Le musée Sinu à Bucarest conserve de lui l’Effort et Jeune femme à sa toilette, et le musée des Beaux-Arts de Nice, Jeune vénitienne. Il réalise en 1912 le portrait de Charles Brunellière, une huile sur toile conservée à Nantes au château des ducs de Bretagne. À Paris, le musée d'Orsay conserve de lui depuis 1981, Portrait de jeune homme représentant son fils cadet architecte.

Œuvres de Louis Roger
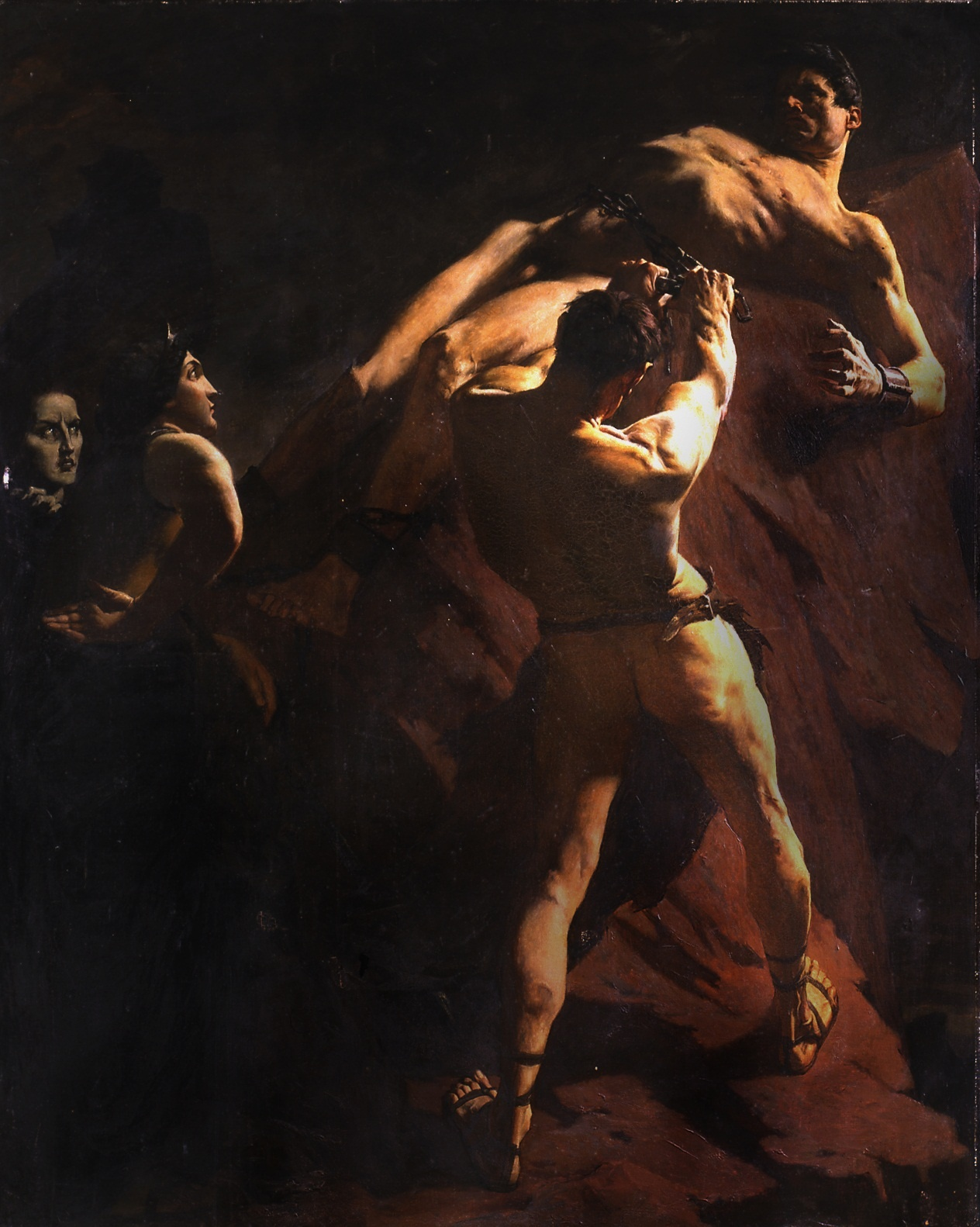
Prométhée enchaîné, 1897, Narbonne, musée d'Art et d'Histoire.
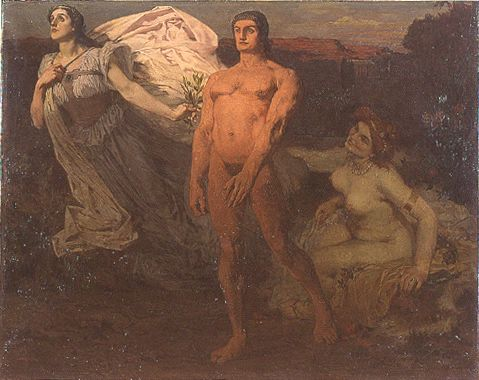
Hercule entre le Vice et la Vertu, 1899, Paris, École nationale supérieure des beaux-arts.
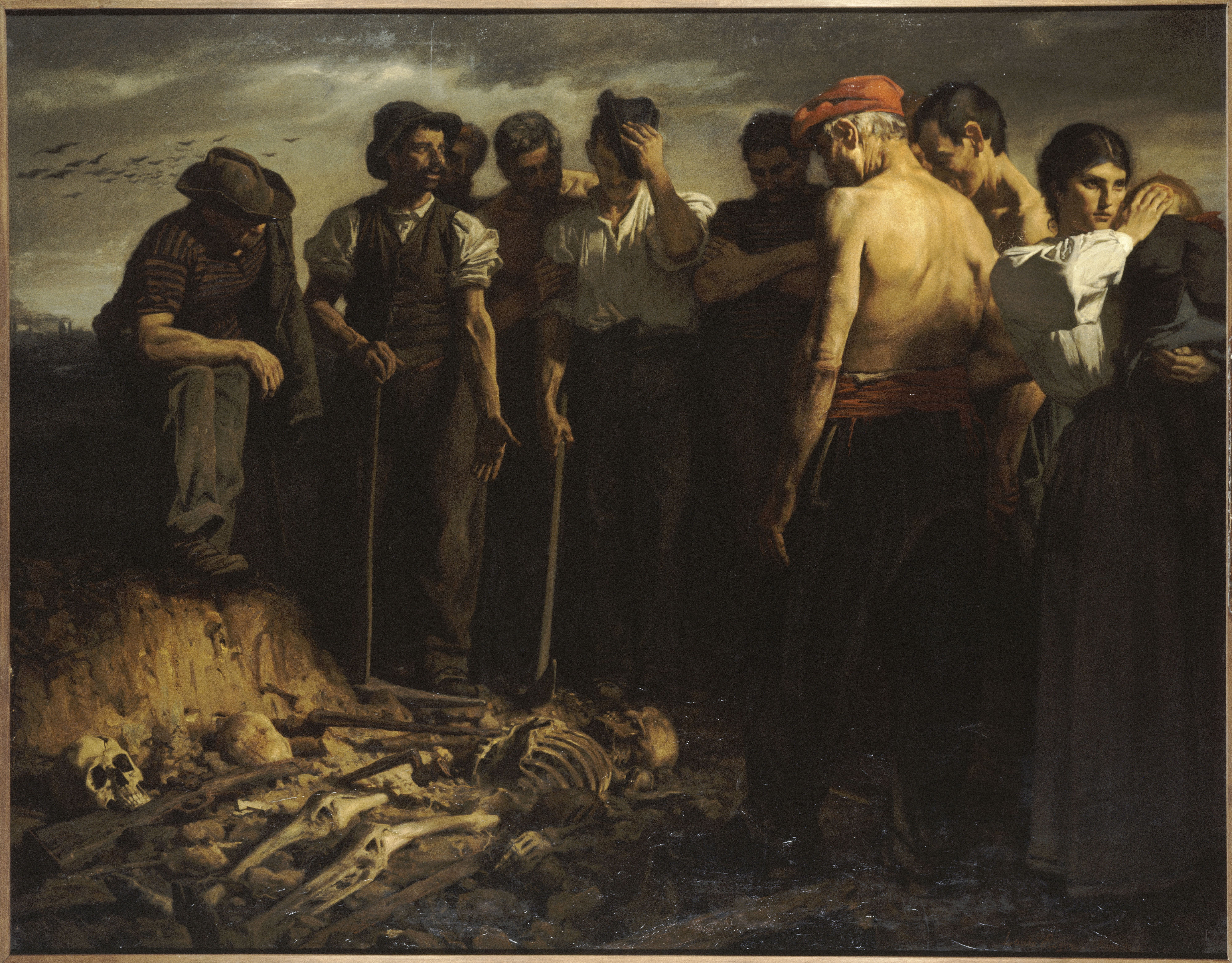
Histoire !, 1902, musée des Beaux-Arts de Rennes
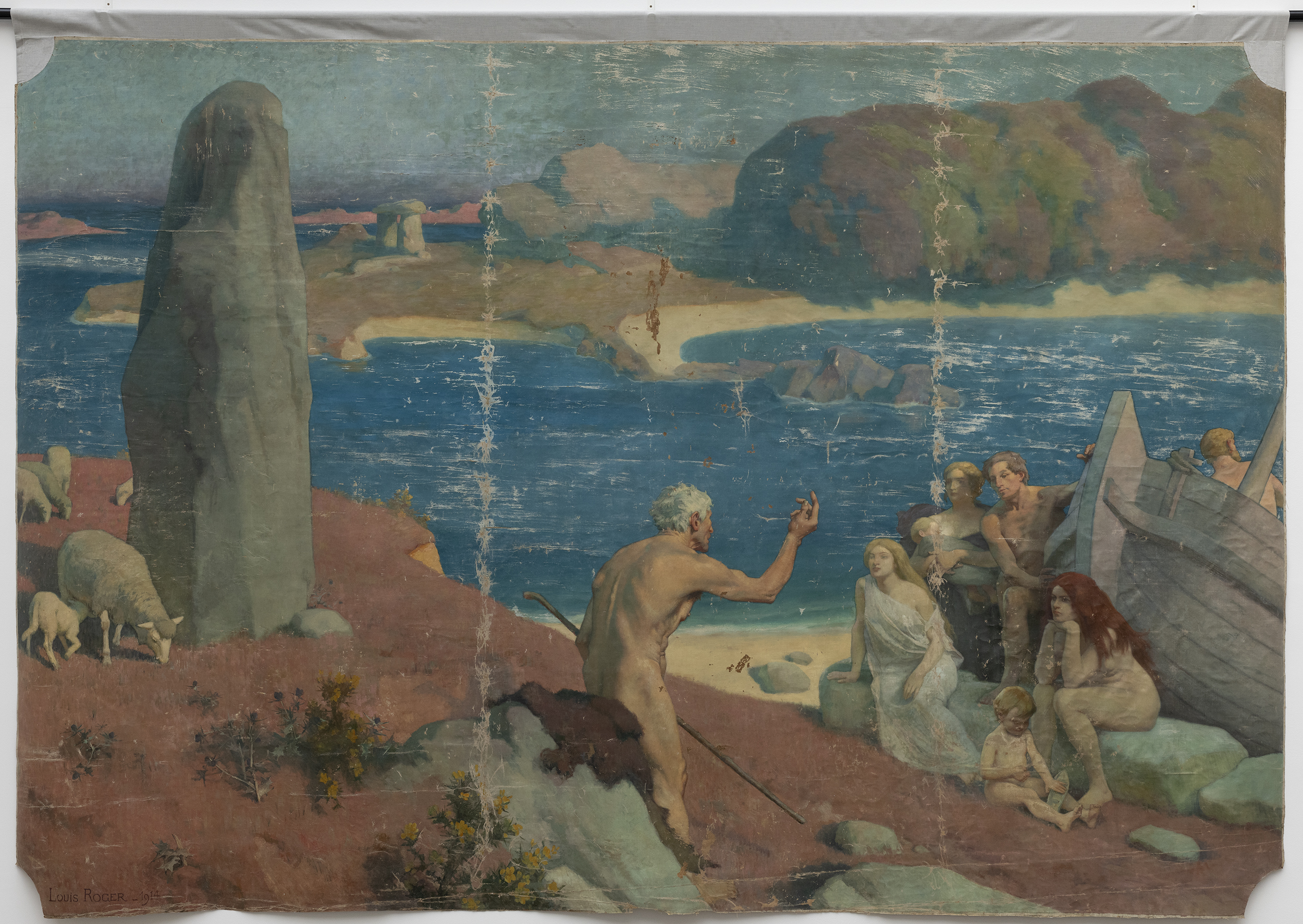
Au pays légendaire d'Armor, 1913, Rennes, Musée de Bretagne
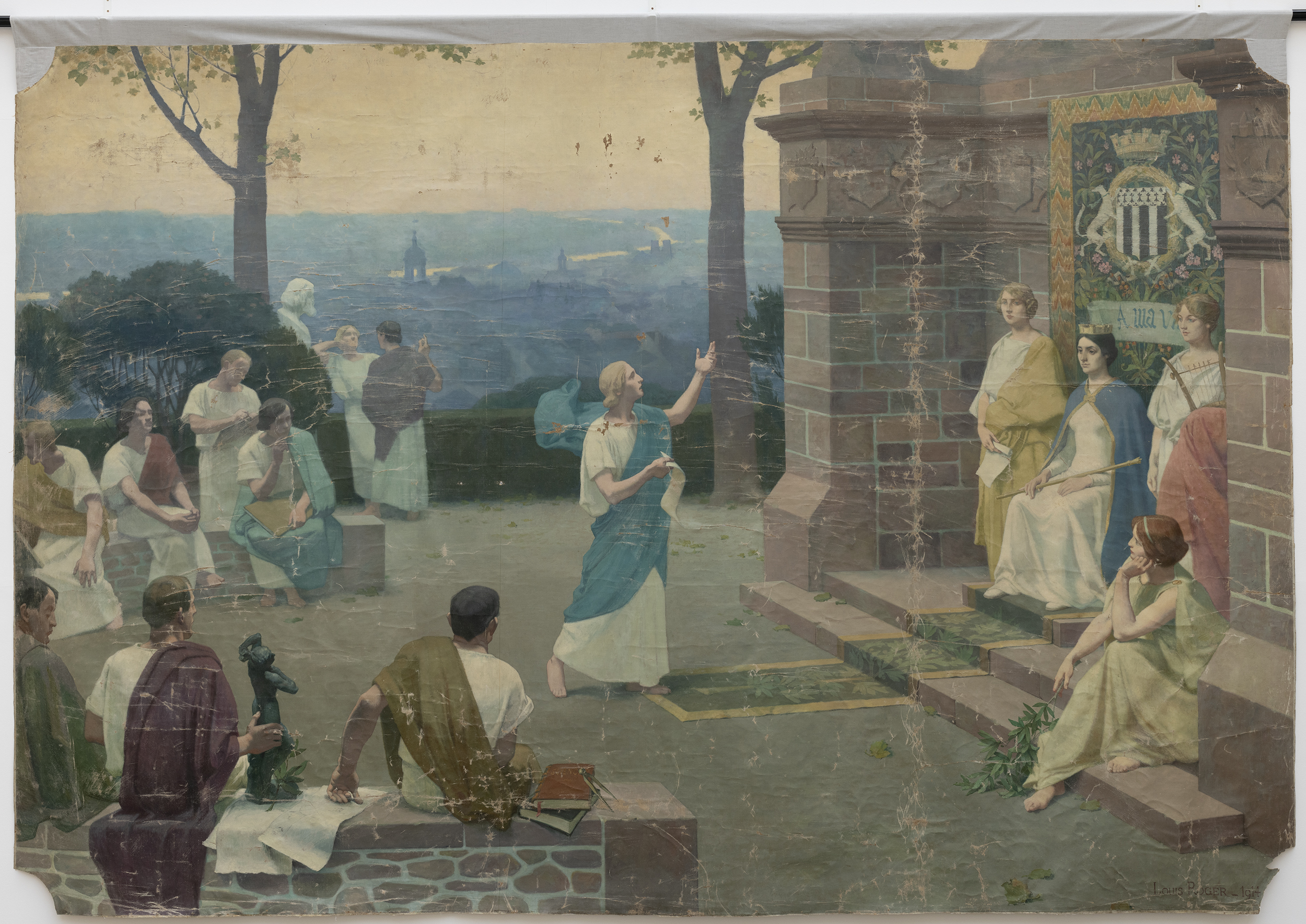
Rennes centre intellectuel de la Bretagne, 1913, Rennes, Musée de Bretagne
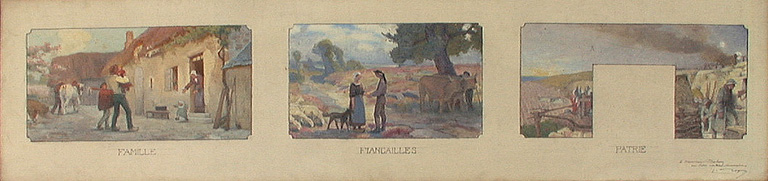
Famille Fiançailles Patrie, Musée de Bretagne